# Falcileptoneta sunchangensis
Espèce
Falcileptoneta sunchangensis est une espèce d'araignées aranéomorphes de la famille des Leptonetidae.

## Distribution
Cette espèce est endémique de Corée du Sud.

## Étymologie
Son nom d'espèce, composé de sunchang et du suffixe latin -ensis, « qui vit dans, qui habite », lui a été donné en référence au lieu de sa découverte, le district de Sunchang.

## Publication originale
- Seo, 2015 : Four new species of the genus Falcileptoneta (Araneae, Leptonetidae) from Korea. Journal of Species Research, vol. 5, no 3, p. 590-595.